# Heinrich III. von Kuenring

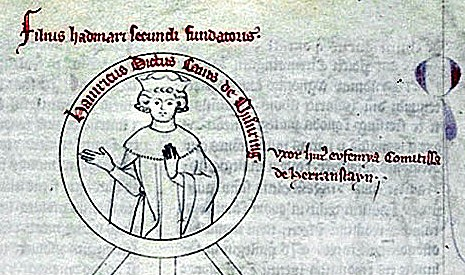

Heinrich III. von Kuenring (* um 1185; † um 1233)  gehörte dem Ministerialengeschlecht der Kuenringer im Herzogtum Österreich an. Er und sein älterer Bruder Hadmar III. waren bedeutende Mitglieder des österreichischen Herrenstandes, die unter den Herzogen aus dem Haus der Babenberger wichtige Ämter ausübten und in Niederösterreich über ausgedehnte Besitzungen in der Wachau und im Waldviertel verfügten. In der populären Überlieferung sind sie als Raubritter, mit der  Bezeichnung „Die Hunde von Kuenring“ bekannt.

## Leben
Heinrich III. wurde als Sohn von Hadmar II. und der Eufemia von Mistelbach in den 80er-Jahren des 12. Jahrhunderts geboren und scheint ab 1204 in den Quellen auf. Er und sein älterer Bruder Hadmar III. leben als Raubritter mit dem Beinamen „Die Hunde von Kuenring“ in der Sage weiter und haben das Bild der Kuenringer jahrhundertelang geprägt. Die Kuenringer waren unter ihrem Vater zur führenden Ministerialenfamilie des Landes aufgestiegen, die mit Herrschaftsschwerpunkten in der Wachau zwischen Aggstein und Dürnstein sowie im Waldviertel mit dem Zentrum Weitra reich begütert war. Nach dem Tod ihres Vaters im Jahre 1217 bauten Heinrich und sein Bruder Hadmar diese bedeutende Stellung noch aus. Noch zu Lebzeiten seines Vaters heiratete er  über seinen ursprünglichen Stand die aus gräflicher Familie stammende Adelheid von Falkenstein-Neuburg.
Heinrich, der wie sein Bruder zum engsten Kreis um Herzog Leopold VI. zählte, war seit 1228 erblicher Marschall und der Herzog vertraute ihm mehrmals die Herrschaft über das Land an, wenn er selbst abwesend war. So übergab ihm Leopold 1226/27 die Wacht über sein Land („custodia terrae suae“) und als sich der Herzog 1229/30 in Italien aufhielt, war Heinrich Verweser des Landes („rector totius Austriae“).
Als Leopold VI. im Jahre 1230 während eines Vermittlungsversuches zwischen Kaiser Friedrich II. und dem Papst plötzlich verstarb, erhob sich der Adel unter der Führung der Kuenringer-Brüder gegen seinen jungen Nachfolger Friedrich II. Hintergrund dieses Aufstandes war die Forderung nach Bestätigung der Rechte der Ministerialen, so wie sie etwa bereits in der Georgenberger Handfeste für die steirischen Ministerialen geregelt war. Trotz Niederlage der Aufständischen und Verlust ihrer Herrschaftssitze wurde die Machtgrundlage der Kuenringer nicht ernstlich beschädigt. So wurde Heinrich von Kuenring 1232, als sein Bruder bereits tot war, wieder Marschall genannt.
Bis zu seinem Tod bemühte er sich um Wiedergutmachung der den Klöstern zugefügten Schäden, gab Göttweig und Melk die Güter zurück und stellte Zwettl einen Schuldbrief aus. Dennoch behielten die Zwettler Mönche ihn und seinen Bruder in schlechter Erinnerung.